# Vansinnesvisor
Vansinnesvisor (szw. Pieśni szaleństwa) – czwarty album studyjny szwedzkiej grupy Thyrfing, wydany 15 czerwca 2002 roku przez wytwórnię Hammerheart Records. Tekst to utworu The Giant's Laughter jest tłumaczeniem poematu "Jätten" szwedzkiego poeaty Esaiasa Tegnéra.

## Lista utworów
1. „Draugs Harg” (Ołtarz Drauga) – 4:01
2. „Digerdöden” (Czarna Śmierć) – 4:48
3. „Världsspegeln” (Lustro Świata) – 4:52
4. „The Voyager” (Podróżnik) – 5:12
5. „Ångestens Högborg” (Twierdza Agonii) – 7:03
6. „The Giant's Laughter” (Śmiech Giganta) – 5:19
7. „Vansinnesvisan” (Pieśń Szaleństwa) – 4:43
8. „Kaos Återkomst” (Powrót Chaosu) – 6:59

## Twórcy
| - Thomas Väänänen – śpiew - Patrik Lindgren – gitara, śpiew - Henrik Svegsjö – gitara - Kimmy Sjölund – gitara basowa - Joakim Kristensson – perkusja, instrumenty perkusyjne, śpiew - Peter Löf – instrumenty klawiszowe | - Daniel Bergstrand – produkcja, inżynieria dźwięku, miksowanie - Örjan Örnkloo – inżynieria dźwięku - Håkan Åkesson – mastering - Niklas Sundin – projekt okładki - Patrik Engström – zdjęcia |